# 何琮
何琮（1428年—？），字文璧，浙江杭州府仁和縣人，民籍，明朝政治人物。進士出身。

## 生平
浙江鄉試第三十四名舉人。景泰五年（1454年）甲戌科會試第二百三十二名舉人，殿試登進士第二甲第五十五名。

## 家族
曾祖父何伯川。祖父何子淵。父何澦，曾任知府。